# Kranskärlsröntgen

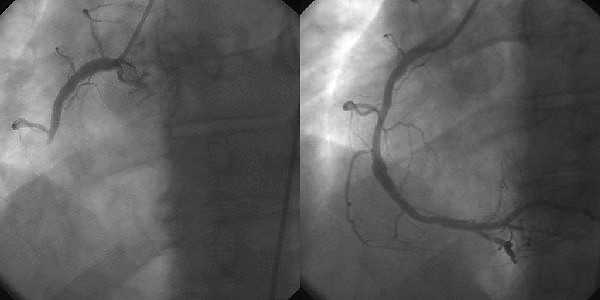
Angiografi av hjärtinfarkt (av typen bakväggsinfarkt). I vänster bild är höger kranskärl blockerad och i höger bild är samma kranskärl öppnat efter intervention.

Kranskärlsröntgen eller koronarangiografi är en röntgenundersökning av hjärtats kranskärl. Kranskärlsröntgen görs med hjälp av en kateterundersökning. Röntgenstrålning synliggör ett kontrastmedel, som sprutas in med hjälp av en hjärtkateter i hjärtkranskärlens lumen. Denna metod är för närvarande den metod som ger den bästa upplösningen på röntgenbilderna vid en kranskärlsröntgen. Andra metoder som kan användas för att undersöka huruvida ett kärl är igentäppt är magnetisk resonanstomografi (MR) eller multidetektor datortomografi (MDCT).

## Indikation
Med hjälp av kranskärlsröntgen diagnostiserar man de morfologiska relationerna i hjärtats kranskärl. Dessutom lokaliserar man förträngningar och blockeringar i kärlen, som ses vid kärlkramp och hjärtinfarkt.